# Kars

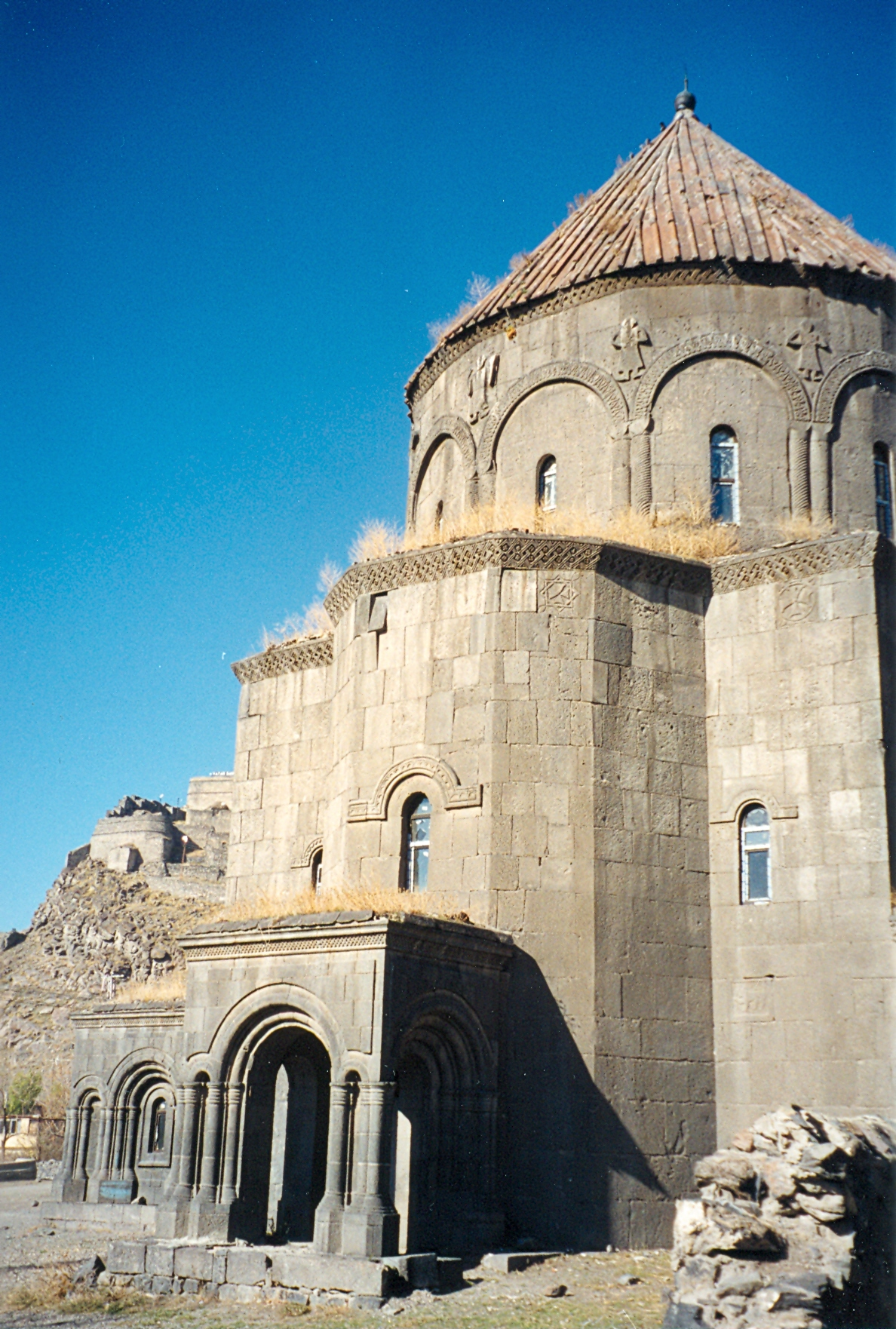
Ormiański kościół św. Apostołów w Karsie

Kars (orm. Կարս Kars lub Ղարս Ghars, aze. Qars) – miasto w północno-wschodniej Turcji, nad rzeką Kars (dorzecze Araksu). Około 130,4 tys. mieszkańców.
W X/XI wieku miasto było ważnym ośrodkiem Armenii (państwa Ani pod władaniem Bagratydów). Podbite przez Bizancjum, a następnie zajmowane przez Seldżuków, Mongołów, Ilchanidów; w XIV wieku przejściowo pod władztwem Jerzego V Wspaniałego, króla Gruzji, następnie także Timurydów, Persów i Osmanów.
W latach 1877–1917 pod panowaniem Rosji, następnie we władaniu Demokratycznej Republiki Armenii. 30 października 1920 roku w trakcie wojny armeńsko-tureckiej przejęty przez Turcję. Posiadanie tureckie zostało potwierdzone i utrwalone na mocy traktatów zawartych w Moskwie 16 marca 1921 oraz w Kars 13 października 1921.
Mozaika narodowościowa ludności odzwierciedlała burzliwą historię miasta. Np. w 1892 r. mieszkało tu 24% Turków, 21,5% Ormian, 15% Kurdów, 14% Karakałpaków, 13,5% Greków, 7% Rosjan i 5% Turkmenów. Głównymi zabytkami są kościół armeński z XI wieku, cytadela z XVI wieku, most z XVIII wieku.
Miasto opisane w książce Orhana Pamuka Śnieg (Literacki Nobel 2006).